# Kanton Besançon-5
Kanton Besançon-5 (francouzsky Canton de Besançon-5) je francouzský kanton v departementu Doubs v regionu Burgundsko-Franche-Comté. Tvoří ho 16 obcí. Zřízen byl po reformě kantonů 2014.

## Obce kantonu
- Amagney
- Besançon (část)
- La Chevillotte
- Deluz
- Fontain
- Gennes
- Le Gratteris
- Mamirolle
- Montfaucon
- Morre
- Nancray
- Novillars
- Roche-lez-Beaupré
- Saône
- Vaire
- La Vèze